# فردریک گوتولد مولر
فردریک گوتولد مولر (انگلیسی: Gotthold Müller; ۱۷ ژوئن ۱۷۹۵ – ۹ ژانویهٔ ۱۸۸۲) افسر اهل دانمارک بود.